# Skeleton under vinter-OL 2022 (herrer)
Skeletonkonkurrencen for mænd ved vinter-OL 2022 bliver afholdt den 11. og 13. februar 2022, i Xiaohaituo Bobslæde- og kælkebane i Yanqing-distriktet i Beijing. Christopher Grotheer fra Tyskland vandt for første gang konkurrencen, lige så vel som landsmanden Axel Jungk, der tog sølv. Kinesiske Yan Wengang tog bronzemedaljen.
I alt var der 25 pladser tilgængelige for atleter til at konkurrere ved legene. En olympisk komité kunne maksimalt tilmelde tre atleter.

## Resultater
| Nr.                              | Bib | Atlet                 | Land                      | 1. gennemløb 1 | Placering | 2. gennemløb | Placering | 3. gennemløb | Placering | 4. gennemløb | Placering | Total   | Efter |
| -------------------------------- | --- | --------------------- | ------------------------- | -------------- | --------- | ------------ | --------- | ------------ | --------- | ------------ | --------- | ------- | ----- |
| 1                                | 4   | Christopher Grotheer  | Tyskland                  | 1:00.00 TR     | 1         | 1:00.33      | 1         | 1:00.16      | 1         | 1:00.52      | 6         | 4:01.01 | –     |
| 2. plads, sølvmedaljemodtager(e) | 8   | Axel Jungk            | Tyskland                  | 1:00.50        | 5         | 1:00.53      | 2         | 1:00.31      | 2         | 1:00.33      | 3         | 4:01.67 | +0.66 |
| 3                                | 18  | Yan Wengang           | Kina                      | 1:00.43        | 3         | 1:00.65      | 4         | 1:00.54      | 6         | 1:00.15      | 1         | 4:01.77 | +0.76 |
| 4                                | 5   | Aleksandr Tretyakov   | Ruslands Olympiske Komité | 1:00.36        | 2         | 1:00.84      | 8         | 1:00.37      | 3         | 1:00.42      | 4         | 4:01.99 | +0.98 |
| 5                                | 21  | Yin Zheng             | Kina                      | 1:00.74        | 7         | 1:00.71      | 5         | 1:00.40      | 4         | 1:00.28      | 2         | 4:02.13 | +1.12 |
| 6                                | 12  | Evgeniy Rukosuev      | Ruslands Olympiske Komité | 1:00.48        | 4         | 1:00.72      | 6         | 1:00.56      | 7         | 1:00.64      | 8         | 4:02.40 | +1.39 |
| 7                                | 7   | Martins Dukurs        | Letland                   | 1:00.62        | 6         | 1:00.62      | 3         | 1:00.40      | 4         | 1:01.12      | 13        | 4:02.76 | +1.75 |
| 8                                | 13  | Alexander Gassner     | Tyskland                  | 1:00.87        | 9         | 1:00.86      | 9         | 1:00.62      | 8         | 1:00.48      | 5         | 4:02.83 | +1.82 |
| 9                                | 6   | Tomass Dukurs         | Letland                   | 1:00.76        | 8         | 1:00.79      | 7         | 1:00.74      | 10        | 1:00.92      | 10        | 4:03.21 | +2.20 |
| 10                               | 10  | Jung Seung-gi         | Sydkorea                  | 1:01.18        | 11        | 1:01.04      | 10        | 1:00.69      | 9         | 1:00.83      | 9         | 4:03.74 | +2.73 |
| 11                               | 16  | Amedeo Bagnis         | Italien                   | 1:01.05        | 10        | 1:01.19      | 14        | 1:00.83      | 11        | 1:01.01      | 12        | 4:04.08 | +3.07 |
| 12                               | 11  | Yun Sung-bin          | Sydkorea                  | 1:01.26        | 13        | 1:01.17      | 13        | 1:01.03      | 12        | 1:00.63      | 7         | 4:04.09 | +3.08 |
| 13                               | 14  | Samuel Maier          | Østrig                    | 1:01.36        | 15        | 1:01.13      | 11        | 1:01.05      | 13        | 1:00.95      | 11        | 4:04.49 | +3.48 |
| 14                               | 17  | Mattia Gaspari        | Italien                   | 1:01.20        | 12        | 1:01.31      | 15        | 1:01.16      | 15        | 1:01.36      | 16        | 4:05.03 | +4.02 |
| 15                               | 9   | Matt Weston           | Storbritannien            | 1:01.34        | 14        | 1:01.15      | 12        | 1:01.12      | 14        | 1:01.63      | 20        | 4:05.24 | +4.23 |
| 16                               | 19  | Marcus Wyatt          | Storbritannien            | 1:01.56        | 16        | 1:01.72      | 18        | 1:01.28      | 16        | 1:01.35      | 15        | 4:05.91 | +4.90 |
| 17                               | 20  | Alexander Schlintner  | Østrig                    | 1:01.56        | 16        | 1:01.73      | 19        | 1:01.66      | 19        | 1:01.24      | 14        | 4:06.19 | +5.18 |
| 18                               | 15  | Vladyslav Heraskevych | Ukraine                   | 1:01.63        | 18        | 1:01.58      | 16        | 1:01.62      | 18        | 1:01.45      | 17        | 4:06.28 | +5.27 |
| 19                               | 22  | Nathan Crumpton       | Amerikansk Samoa          | 1:02.06        | 22        | 1:01.65      | 17        | 1:01.60      | 17        | 1:01.49      | 18        | 4:06.80 | +5.79 |
| 20                               | 24  | Blake Enzie           | Canada                    | 1:01.65        | 19        | 1:01.76      | 20        | 1:01.93      | 21        | 1:01.54      | 19        | 4:06.88 | +5.87 |
| 21                               | 2   | Andrew Blaser         | USA                       | 1:01.80        | 20        | 1:02.08      | 21        | 1:02.10      | 22        | N/A          | N/A       | 3:05.98 | N/A   |
| 22                               | 25  | Basil Sieber          | Schweiz                   | 1:01.95        | 21        | 1:02.16      | 22        | 1:02.72      | 25        | N/A          | N/A       | 3:06.83 | N/A   |
| 23                               | 3   | Daniil Romanov        | Ruslands Olympiske Komité | 1:02.47        | 24        | 1:02.60      | 23        | 1:02.20      | 23        | N/A          | N/A       | 3:07.27 | N/A   |
| 24                               | 1   | Ander Mirambell       | Spanien                   | 1:02.45        | 23        | 1:03.36      | 25        | 1:02.34      | 24        | N/A          | N/A       | 3:08.15 | N/A   |
| 25                               | 23  | Nick Timmings         | Australien                | 1:03.76        | 25        | 1:02.83      | 24        | 1:01.78      | 20        | N/A          | N/A       | 3:08.37 | N/A   |